# 124 Lupi
124 Lupi (h Lupi) é uma estrela na direção da Lupus. Possui uma ascensão reta de 15h 42m 38.35s e uma declinação de −37° 25′ 29.6″. Sua magnitude aparente é igual a 5.23. Considerando sua distância de 271 anos-luz em relação à Terra, sua magnitude absoluta é igual a 0.63. Pertence à classe espectral G8/K0III.